# ويليام بيلي هاولاند
ويليام بيلي هاولاند (بالإنجليزية: William Bailey Howland)‏ هو محرر أمريكي، ولد في 1849، وتوفي في 1917.